# Horațiu Dimitriu
Horațiu Dimitriu (n. 4 februarie 1890, Târgu Jiu, Gorj, România – d. 5 martie 1926, București, România) a fost un pictor și grafician român ce a aparținut curentului post-impresionism. Temele sale artistice sunt extrase în cea mai mare parte din mediul rural al societății românești. El este nepotul cunoscutului pictor român Theodor Aman.

## Viața și opera
S-a născut la Târgu Jiu ca fiu al militarului Sava Dimitriu (1863-1938), viitor general. Fratele său mai mic era viitorul general Romulus Dimitriu (1892-1981). Horațiu a manifestat un talent precoce în domeniul picturii: la 12 ani picta și făcea caricaturi, începând să ia lecții artistice cu pictorii Dimitrie N. Cabadaief și Gheorghe Baba (tatăl pictorului Corneliu Baba). După absolvirea Liceului Militar (1908), el a mers în Bavaria pentru a studia la Academia de Arte Frumoase din München, la clasa de desen a lui Gabriel von Hackl, arătându-se interesat de însușirea unui desen corect și a tehnicii gravurii în lemn. Și-a continuat apoi studiile artistice la École Nationale des Beaux-Arts din Paris, de unde a plecat în urma unui conflict cu direcțiunea, devenind elev al maestrului Jean-Paul Laurens. Revenit în capitala României, Dimitriu a expus în 1915 patru dintre lucrările sale la Expoziția oficială a artiștilor în viață și cinci gravuri la cea de-a 15-a expozițiune a Societății Tinerimea artistică, inclusiv lucrările Le maître Georges Enesco, Africa și Bravo Torrero.
În toamna aceluiași an a avut o expoziție personală la Craiova, unde a expus mai multe peisaje, picturi în ulei, studii după natură, capete de expresie și xilogravuri. A fost cooptat în echipa artiștilor de pe lângă Marele Cartier General. În aprilie 1918 și-a prezentat ultimele sale lucrări într-o expoziție personală la Iași, în sala ziarului Omul liber, apoi în 1921 a deschis o nouă expoziție la București unde a prezentat 86 de lucrări: picturi în ulei, pasteluri, desene, gravuri, litografii și panouri decorative, realizate în ultimii ani la Câmpulung Muscel, Craiova și București. A mai realizat xilogravuri pentru volumul de povestiri Omul din vis (1926) al lui Cezar Petrescu.
În anii care au urmat, Horațiu Dimitriu a participat și la alte expoziții, inclusiv expoziții ale Tinerimii artistice și Salonul oficial bucureștean. În 1925 a participat la o expoziție comună, expunându-și propriile lucrări alături de cele ale unor artiști ca Nicolae Tonitza și Ștefan Dimitrescu la Sâmbăta de Sus. Ultima expoziție personală a lui Horațiu Dimitriu a avut loc la Ateneul Român din București, unde și-a prezentat lucrările realizate la Sâmbăta de Sus și București. El a murit de tuberculoză chiar în ziua vernisajului.
Vocația sa artistică i-a fost recunoscută de critici de artă și artiști ca Nicolae Tonitza, Francisc Șirato, Victor Ion Popa și Henri Blazian.

## Lucrări

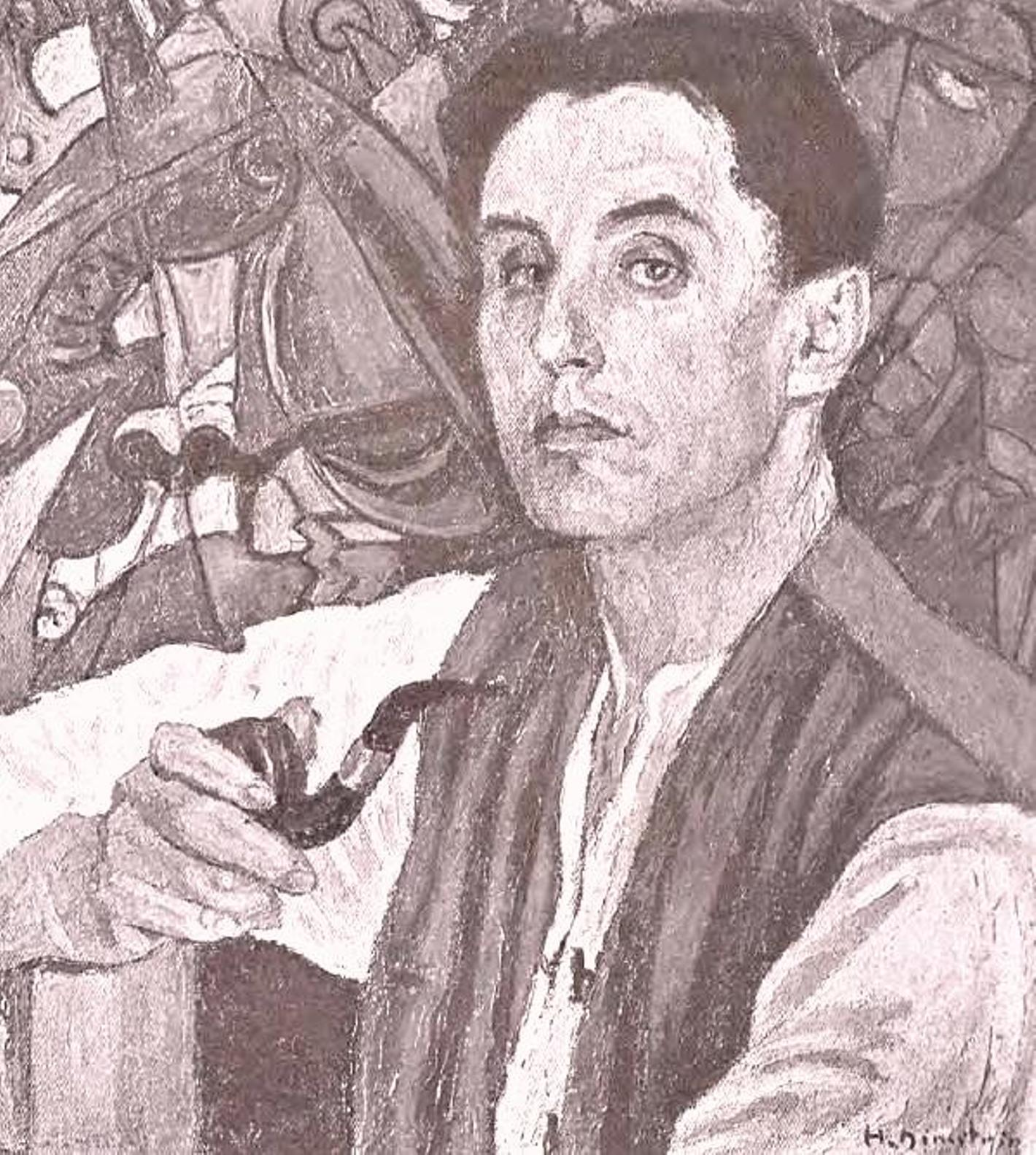
Autoportret
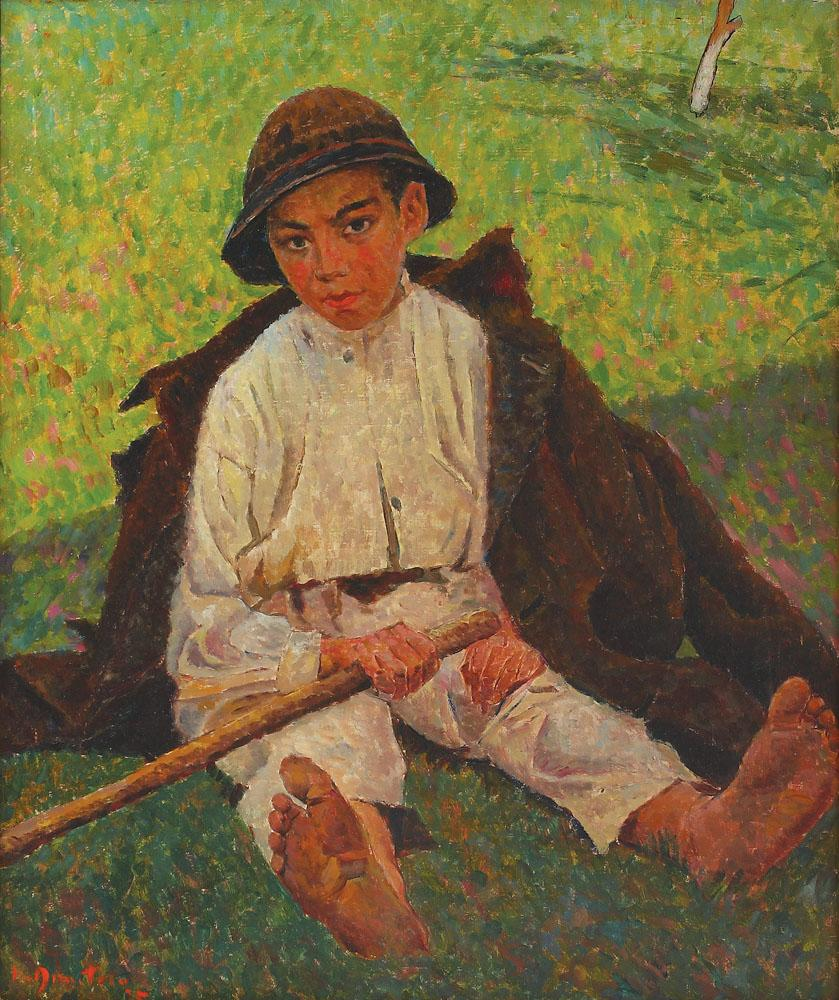
Ciobănaș, 1925
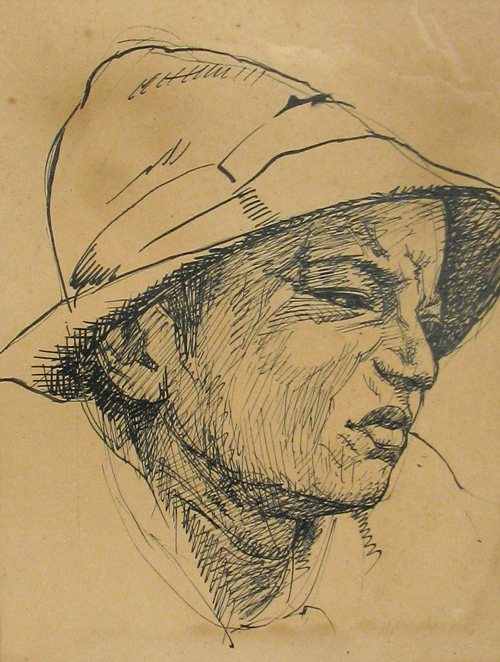
Portret de tânăr, nedatat
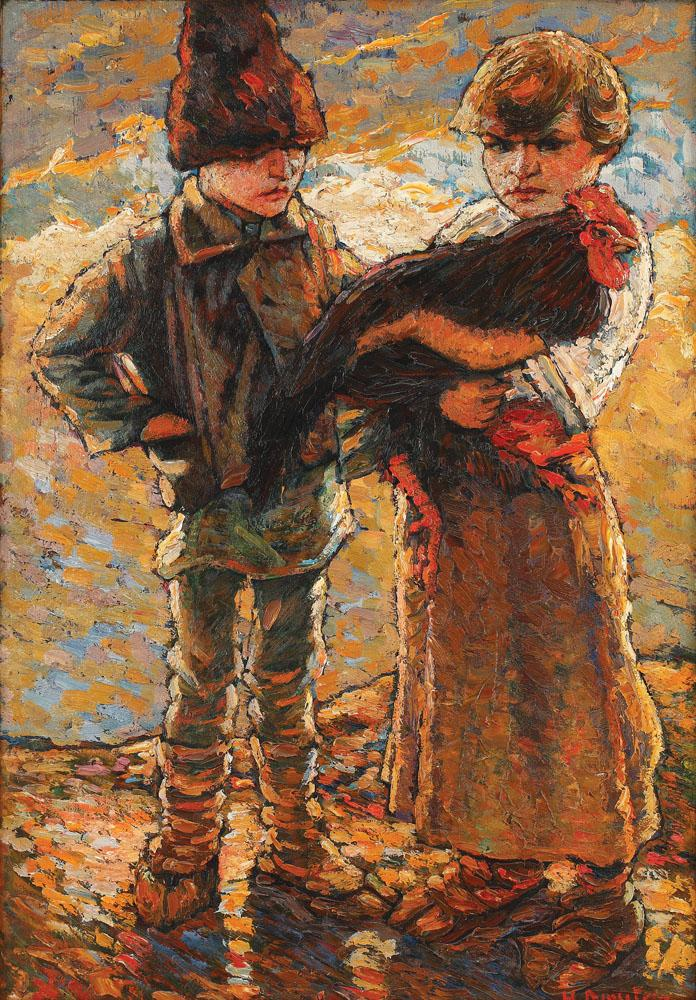
Trei amici, nedatat
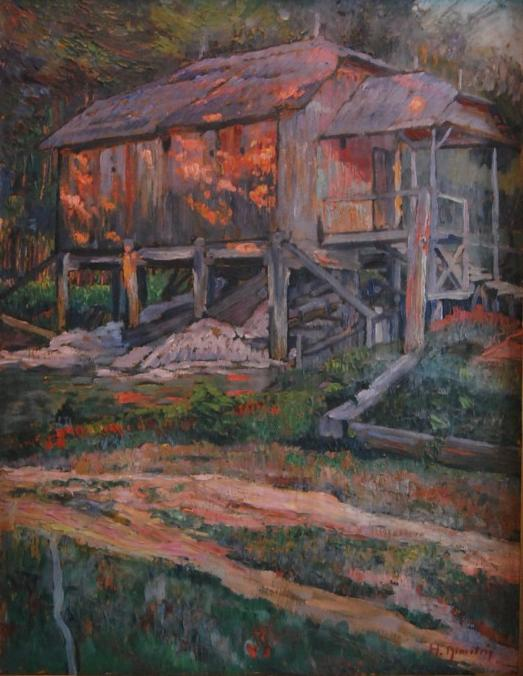
Cabana, nedatat
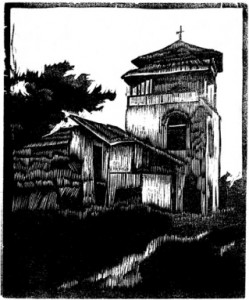
Imaginea unei biserici, publicat în revista culturală Gândirea, nedatat